# Медаль Столетия Королевского Дома (Норвегия)
Медаль Столетия Королевского Дома – памятная государственная награда Королевства Норвегия.

## История
Памятная медаль в ознаменование столетия Норвежского Королевского Дома была учреждена королём Харальдом V 25 ноября 2005 года, в день, когда сто лет назад избранный король Норвегии Хокон VII и его супруга, королева Мод прибыли в Норвегию и высадились в Христиании. Медаль предназначена для награждения членов королевской семьи, государственных чиновников и работников иностранных посольств.

## Описание
Медаль круглой формы из серебра с королевской геральдической короной на верху.
Аверс несёт на себе профильный портрет короля Хокона VII, с низу которого надпись: «KONGEHUSETS 100 ÅR».
На реверсе в центре перевитый четырежды крестообразно венок из дубовых ветвей. Над ним надпись: «ALT FOR NORGE», по ним даты: «1905-2005».
К короне прикреплено кольцо, при помощи которого медаль крепится к ленте.
 Лента медали шёлковая, муаровая, синего цвета в центре, белой тонкой и красной полоскам по краям.